# Kemisk potential
Det kemiske potential {\displaystyle \mu } er en termodynamisk størrelse, der angiver, hvor meget energi det koster at tilføje en partikel til et system.

## Ligevægt
Hvis to systemer kan udveksle partikler har de hver deres kemiske potentiale {\displaystyle \mu _{1}} og {\displaystyle \mu _{2}}. Systemerne har opnået termodynamisk ligevægt, når potentialerne er lig hinanden, da det i så fald ikke er termodynamisk fordelagtigt at have en partikel i ét system frem for et andet:
{\displaystyle \mu _{1}=\mu _{2}}
Dette kan udledes fra termodynamikkens 2. lov og har fx betydning for selvsamling og kemiske reaktioner.

## Relation til indre og fri energi
Den indre energi {\displaystyle U} er afhængig af entropi {\displaystyle S}, volumen {\displaystyle V} og partikelantal, og differentialet kan derfor skrives som:
{\displaystyle \mathrm {d} U=T\mathrm {d} S-p\mathrm {d} V+\mu \mathrm {d} N}
Jo større det kemiske potential er, jo mere vil den kemiske energi ændre sige. Dette kan også skrive som en differentialkvotient, hvor entropi og volumen er konstante:
{\displaystyle \mu =\left({\frac {\partial U}{\partial N}}\right)_{S,V}}
Det kan dog være praktisk svært at fastholde entropi og volumen, så det kemiske potentiale kan alternativt udtrykkes vha. Helmholtz fri energi {\displaystyle F} eller Gibbs fri energi {\displaystyle G}. De har differentialerne:
{\displaystyle {\begin{aligned}\mathrm {d} F&=-S\mathrm {d} T-p\mathrm {d} V+\mu \mathrm {d} N\\\mathrm {d} G&=-S\mathrm {d} T+V\mathrm {d} p+\mu \mathrm {d} N\end{aligned}}}
Det kemiske potentiale kan altså tilsvarende skrives som:
{\displaystyle {\begin{aligned}\mu &=\left({\frac {\partial F}{\partial N}}\right)_{T,V}\\\mu &=\left({\frac {\partial G}{\partial N}}\right)_{T,p}\end{aligned}}}